# Penal de Challapalca
El penal de Challapalca es un centro penitenciario ubicado en la provincia de Tarata, departamento de Tacna, al sur del Perú. Es la cárcel a mayor altitud del mundo por situarse 4850 m s. n. m. con temperaturas por debajo del punto de congelación durante las noches. Comparte el récord con el penal de Cochamarca, otra cárcel de máxima seguridad localizada en la región Pasco.
La prisión fue edificada entre 1996 y 1997, y confina en 2024, a 150 presos de alta y media peligrosidad. Entre 2004 y 2013, la ONG Amnistía Internacional solicitaba que el penal cerrase, argumentando que el trato que reciben los presos en el establecimiento penitenciario «equivale a un trato cruel, inhumano o degradante». Sin embargo, el estado peruano sustentó su posición de mantenerla operativa y de ampliarla, debido a que en esta se recluyen a delincuentes de alta peligrosidad: sicarios, cabecillas de mafias, secuestradores, entre otros. 

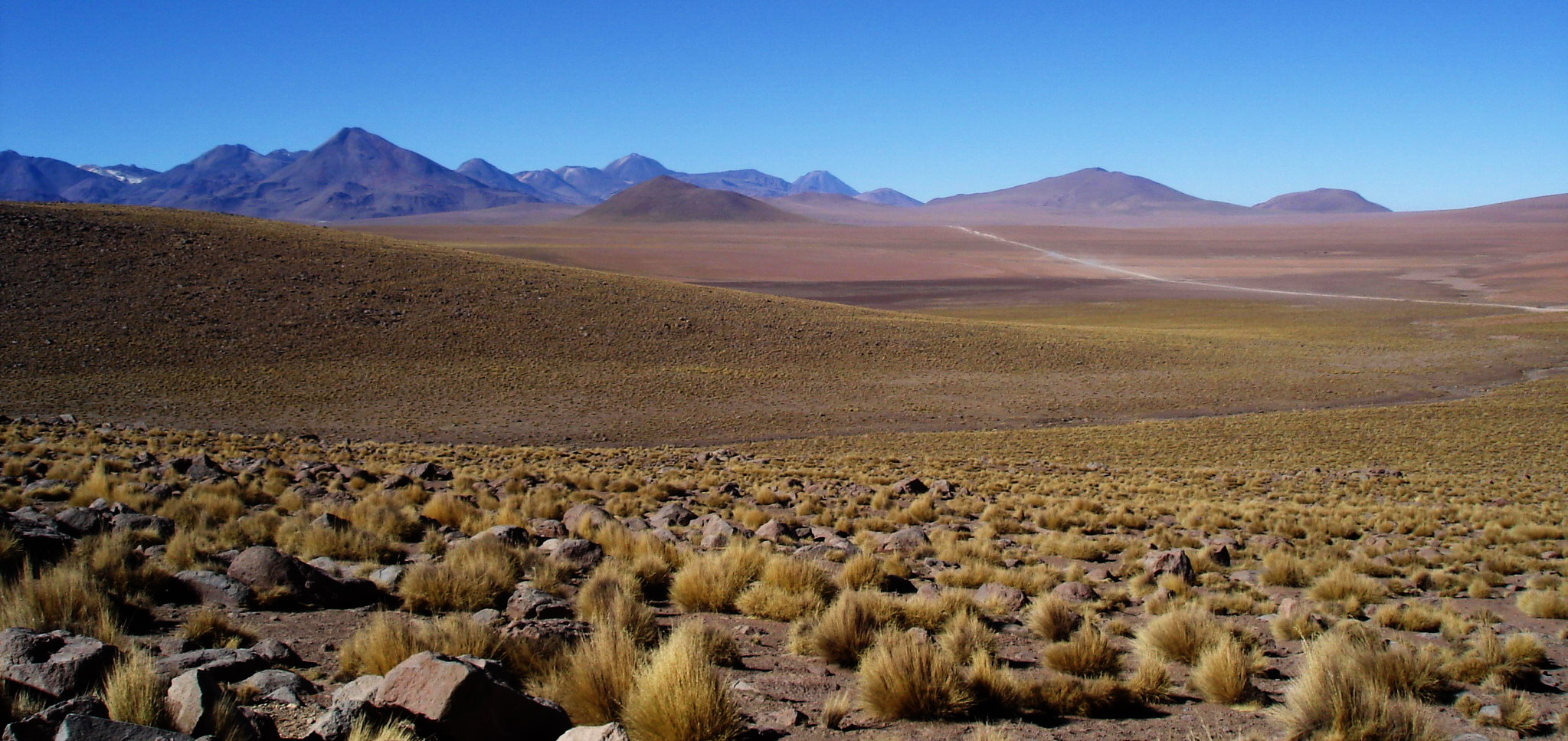
El penal se ubica en el límite del piso alitudinal puna, caracterizado por inviernos de –20 °C y veranos de 12 °C en promedio.

## Presos de alta peligrosidad
Ordenados según la fecha de captura y reclusión. La cruz hace referencia a que el reo murió mientras estaba recluido en el penal.
| Jacinto Aucayari Bellido († 2017) | Alias: Cholo Jacinto. Cabecilla de la banda los Injertos del Fundo Oquendo. Murió en Challapalca tras doce años de reclusión. |
| Rodolfo Orellana                  | Cabecilla de una mafia que operaba en diversos niveles del Estado.                                                            |
| Joran van der Sloot               | Asesino |
| Carlos Timaná Copara              | Sicario y asaltante de bancos. Líder de la banda los Destructores.                                                            |
| Román León Arévalo († 2020)       | Alias: Viejo Paco. Líder de la banda de sicarios la Gran Familia.                                                             |
| Alexander Campos Vásquez          | Alias: Borrego. Líder de la banda de sicarios los Sanguinarios de Bagua.                                                      |
| Gerald Oropeza                    | Cabecilla de una banda dedicada al tráfico de drogas.                                                                         |
| Gerson Gálvez                     | Alias: Caracol. Narcotraficante cabecilla de la banda Barrio King del Callao.                                                 |
| Renzo Espinoza Brisolessi         | Narcotraficante |
| Giancarlo Zegarra                 | Alias: Careca. Sicario y asaltante.                                                                                           |
| Héctor Alfonso Prieto Materano    | Alias: Mamut. Miembro del Tren de Aragua. Extorsión, sicariato y trata de personas (prisión preventiva).                      |
| Juan Antonio Enriquez García      | Alias: Monstruo de Chiclayo . Secuestro, abuso de una menor de 3 años.                                                        |